# ローラ・レーガン
ローラ・レーガン（Laura Regan, 1977年10月17日 - ）は、カナダ・ノバスコシア州ハリファックス出身の女優。

## 来歴
バレリーナを目指していたが、15歳の時に怪我をして断念。その後、女優を志し、ニューヨークへ移って演技を学ぶ。
2000年の『アンブレイカブル』で映画デビュー。
2002年にホラー『インプラント』のジュリア役で初主演を飾ったことが後押しとなり、2003年にはイラク戦争で捕虜となり、その後救出されてヒーローとなった女性兵士ジェシカ・リンチの実話を描いたテレビ映画『セイビング・ジェシカ・リンチ』でタイトルロールを演じた。
2007年、『アポカリプト』の脚本家であるファラド・サフィニアと結婚。

## フィルモグラフィ
| 製作年 | 邦題 原題                                              | 役名                       | 備考         |
| ------ | ------------------------------------------------------ | -------------------------- | ------------ |
| 2000   | アンブレイカブル Unbreakable                           | オードリー・ダン（20歳）   | 映画デビュー |
| 2001   | 恋する遺伝子 Someone Like You...                       | エヴリン                   |              |
| 2002   | インプラント They                                      | ジュリア                   | 初主演       |
| 2002   | 処刑･ドット･コム My Little Eye                         | エマ                       |              |
| 2003   | セイビング･ジェシカ･リンチ Saving Jessica Lynch        | ジェシカ・リンチ           | テレビ映画   |
| 2006   | インビジブル2 Hollow Man II                            | マギー・ダルトン博士       |              |
| 2007   | デッド・サイレンス Dead Silence                        | リサ･アーシェン            |              |
| 2008   | ターミネーター:サラ・コナー クロニクルズ（シーズン２） | フェリシア・バーネット医師 | ゲスト出演   |
| 2015   | マイノリティ・リポート Minority Report                 | アガサ                     | テレビドラマ |